# María Teresa Salazar Bermúdez
María Teresa Salazar Bermúdez (Villanueva del Ariscal, Sevilla-Madrid, 27 de noviembre de 1982), fue una de las pioneras en Químicas que trabajó en el laboratorio del Instituto Nacional de Física y Química, durante la Edad de Plata

## Reseña biográfica
María Teresa nació en Villanueva del Ariscal, Sevilla. Estudió el bachillerato en el instituto de Sevilla en donde obtuvo el título el 7 de mayo de 1924. Licenciada en Ciencias Químicas, obtuvo con premio extraordinario el Doctorado en 1931. Teresa Salazar desarrolló su actividad investigadora en el marco de la Junta de Ampliación de Estudios, uno de cuyos fines fue promocionar la educación de las mujeres y su dedicación a la Ciencia.
Fue una de las 34 pioneras que, de un total de 158 personas, trabajaron en el Instituto Nacional de Física y Química, conocido como Rockefeller. Uno de los objetivos del Instituto, incardinado en el sistema de la Junta de Ampliación, fue crear una corriente de comunicación científica y cultural con el extranjero, para lo que eran necesarias las pensiones (becas) concedidas por la Junta de Pensiones. Se trataba con ello de que las personas pensionadas adquirieran conocimientos que, a su regreso a España pudieran aplicar y transmitir. Fue admitida como socia de la Sociedad Española de Física y Química en febrero de 1928. Realizó el curso práctico de Química-Física, Electroquímica y electroanálisis bajo la dirección de E. Moles (1929-1930). Trabajó en la sección de Química-Física en el INFQ durante los años 1931 a 1935. Colaboró con Enrique Moles en la revisión del peso atómico del carbono. Fue profesora auxiliar de la Universidad Central de Madrid, Facultad de Ciencias desde enero de 1930. Premio extraordinario del grado de doctor en Químicas el 22 de diciembre de 1931. El tema de la tesis fue “Nueva revisión de la densidad Normal del gas oxido de carbono”.
Solicitó a la JAE una beca para estudiar la estructura del núcleo atómico en el Instituto del Radio que dirigía Madame Curie quien se había interesado por el trabajo de Teresa Salazar cuando visitó la Residencia de Señoritas y los laboratorios Foster. Este laboratorio fue el primero en España dedicado exclusivamente a la formación de mujeres en el campo de la Química. Pero Mme. Curie falleció y Teresa prefirió cambiar el lugar de su investigación pensionada al Laboratoire de Chimie Physique de la Universidad de París en donde trabajó bajo la dirección de René Audubert la “variación de la tensión superficial a temperatura constante en las materias colorantes”, comenzando por la verde malaquita.
Fue profesora ayudante en la Universidad de Madrid desde 1930. Desde 1941, fue profesora adjunta en la Universidad de Madrid de estructura atómico molecular y espectrografía.

## Obras publicadas
En colaboración con Moles:
- Nueva revisión de la densidad Normal del gas óxido de carbono. Peso atómico del Carbono. (1932)

- La relación de las densidades Normales del CO y O2. Peso atómico del Carbono y del Nitrógeno. (1934)

- Nueva revisión de la masa del litro normal de gas amoniaco. Peso atómico del Nitrógeno. (1934)

- Publica con Sosa A. Sobre las solubilidades y densidades de algunos verdes malaquitas (1935)[1]

## Oposiciones a Cátedra
De 1949 a 1957 obtuvo el título de profesora adjunta de la universidad. Ni ella ni Piedad de la Cierva lograron ganar la cátedra. Los informes de los diversos tribunales de oposición llevaron a Teresa Salazar a recurrir el resultado y a recusar a algunos miembros de tribunales, sin que las autoridades le dieran la razón.
- El 19 de diciembre de 1940 se convocó la cátedra de Química Física (sección Químicas)de las facultades de Ciencias de las universidades de Valencia, Sevilla y Murcia. En las votaciones resultó elegido en primer lugar Octavio Rafael Foz Gazulla, que optó por la cátedra de Valencia. En segundo lugar quedó Julián Rodríguez Velasco que escogió la de Sevilla. La tercera cátedra quedó desierta.

Los informes de los miembros del tribunal valoraron respecto de la doctora Salazar "una gran escrupulosidad en el trabajo" y "resultados comparables a otros investigadores extranjeros conocidos por sus aportaciones en la determinación de pesos atómicos". En cambio, otros miembros del Tribunal, en concreto Ángel Santos Ruiz y Antonio Ríus Miró cuestionaron la colaboración con destacados físicos como Julio Palacios y George Hevesy, valorando negativamente los trabajos que presentaba Teresa Salazar porque, en su opinión, habían sido realizados en colaboración y ello demostraba "gran falta de iniciativa”.
El opositor que ganó la plaza, recibió los elogios por la colaboración con Julio Palacios. Antonio Ríus en su informe destacó

“la publicación de su folleto “La Física actual” en la que […] aspira a deshacer los equívocos que se han intentado crear para poner en oposición la concepción científica de la Naturaleza con la concepción cristiana de las cosas”

En su obra de divulgación exponía el autor, una visión de la Física que, según él, confirmaba la existencia de Dios. María Teresa Salazar, frente a todo esto, interpuso un recurso de súplica solicitando la revisión del expediente de las oposiciones. El recurso fue desestimado.
- El 3 de octubre de 1941, se convocó la cátedra de Química Física de las facultades de Ciencias de las Universidades de Zaragoza y Valladolid, bajo la presidencia de Antonio Ríus Miró. Firmaron las oposiciones María Teresa Salazar Bermúdez y José María González Barredo. Teresa Salazar recusó a Antonio Ríus Miró, presidente del tribunal, y Octavio Rafael Foz Gazulla, vocal, por enemistad manifiesta. Tras el primer ejercicio, el Tribunal valoró desfavorablemente el expediente de María Teresa Salazar, que fue eliminada. En el informe se reprochó su vinculación con la escuela de Enrique Moles.

- El 18 de enero de 1943 se convocó la cátedra de Química Física de la Facultad de Ciencias de la Universidad de Madrid, bajo la presidencia de Ríus Miró, entre los firmantes se encontraban Foz Gazulla. Salazar Bermúdez, recusó a Ríus Miró, y a los vocales José María Iñiguez Almech y José María González Barredo. La recusación no prosperó, por lo que María Teresa Salazar no se presentó.

- El 19 de octubre de 1943 fue convocada la cátedra de Química Física de las facultades de Ciencias de las universidades de Valencia y Valladolid. Se presentaron Salvador Senent Pérez, María Teresa Salazar Bermúdez, José Beltrán Martínez, Martín Santos Romero, Juan María Coronas Rivera y José Ignacio Fernández Alonso. Tras el cuarto ejercicio el tribunal decidió por unanimidad la eliminación de María Teresa Salazar que presentó escrito denunciando que se la había excluido por el hecho de ser mujer, lo que fundamentaba en la conversación que había mantenido con el presidente del tribunal, que le aseguró que no la eliminaban por razones científicas, sino “por causas o razones que no se podían decir”. Además alegó que, según le dijeron varios compañeros y condiscípulos, el Sr. Presidente del Tribunal era enemigo,de que ella fuese Catedrático de Universidad por su criterio rigurosamente antifeminista, hasta el punto de considerarlo como un problema de orden moral. El escrito fue rechazado.[5]